# Sembach
Sembach ist eine Ortsgemeinde im Landkreis Kaiserslautern in Rheinland-Pfalz. Sie gehört der Verbandsgemeinde Enkenbach-Alsenborn an, innerhalb derer sie die nach Einwohnerzahl viertgrößte Ortsgemeinde ist.

## Geographie
Die Gemeinde liegt am Rande des Naturparks Pfälzerwald knapp zehn Kilometer nordöstlich der Stadt Kaiserslautern im Unteren Pfälzerwald im Nordosten des Landkreises Kaiserslautern unmittelbar an der Grenze zum Donnersbergkreis. Der Bereich im Einzugsgebiet der Gemeinde wird als Sembacher Platten bezeichnet und ist unbewaldet. Unmittelbar nördlich schließt sich bereits das Nordpfälzer Bergland an. Der Lohnsbach streift den westlichen Rand des Siedlungsgebiets. Die Alsenz verläuft für wenige hundert Meter über den Nordosten der Gemarkung; in diesem Bereich nimmt sie von links den Stinkentalbach auf. Angrenzende Gemeinden sind – im Uhrzeigersinn – Wartenberg-Rohrbach, Münchweiler an der Alsenz, Gonbach, Neuhemsbach, Enkenbach-Alsenborn, Mehlingen und Otterberg.

## Geschichte
Im 13. Jahrhundert wurde, anlässlich einer Schenkung an das Kloster Enkenbach, der Ort erstmals urkundlich erwähnt. Vor der französischen Revolution gehörte der Ort zu den Kolb von Wartenberg. Ende des 18. Jahrhunderts wurde Sembach von Frankreich besetzt und war Teil der Französischen Republik (bis 1804) und anschließend Teil des Napoleonischen Kaiserreichs. Während dieser Zeit war Sembach in den Kanton Winnweiler eingegliedert.
Die Gemeinde profitierte vom Bau der Kaiserstraße Napoleons von Paris nach Mainz, wodurch der Ort an einem überregionalen Verkehrsweg lag und 1809 Poststation wurde. Aufgrund der Beschlüsse auf dem Wiener Kongress im Jahr 1815 kam Sembach zunächst zu Österreich und ein Jahr später zum Rheinkreis im Königreich Bayern, der späteren Pfalz. Von 1818 bis 1862 gehörte Sembach dem Landkommissariat Kaiserslautern an; aus diesem ging das Bezirksamt Kaiserslautern  hervor. Am 1. Dezember 1900 wechselte die Gemeinde in das neu geschaffene Bezirksamt Rockenhausen.
Ab 1939 war der Ort Bestandteil des Landkreises Rockenhausen. Nach dem Zweiten Weltkrieg wurde Sembach innerhalb der französischen Besatzungszone Teil des 1946 neu gebildeten Landes Rheinland-Pfalz, womit die Zugehörigkeit zu Bayern endete. Im Zuge der ersten rheinland-pfälzischen Verwaltungsreform wechselte der Ort in den neu geschaffenen Donnersbergkreis. Bereits am 22. April 1972 fand ein erneuter Landkreiswechsel statt; seither ist die Gemeinde Bestandteil des Landkreises Kaiserslautern. Im selben Jahr wurde sie in die Verbandsgemeinde Enkenbach-Alsenborn eingegliedert, die in dieser Form bis 2014 bestand.

## Religion

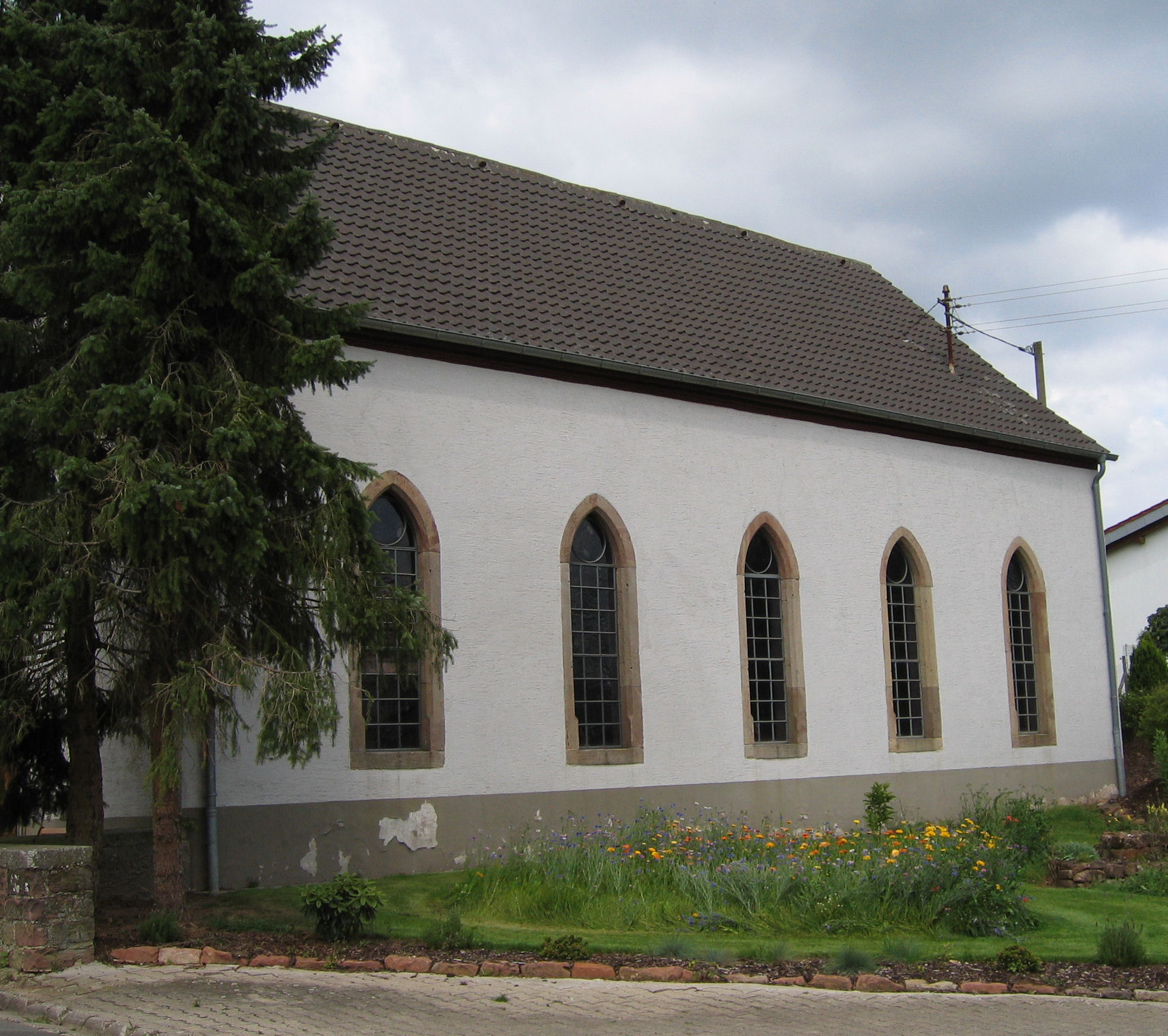
Mennonitenkirche Sembach

Am 31. Oktober 2014 waren 44,61 Prozent der Einwohner evangelisch und 23,58 Prozent katholisch. Die übrigen gehörten einer anderen Religion an oder waren konfessionslos.
Seit dem 17. Jahrhundert gibt es Mennoniten in Sembach. Im Jahr 1960 gehörten zur Sembacher Gemeinde etwa 280 Mitglieder, gegenwärtig werden rund 158 Mitglieder gezählt. Die einst im Ort lebenden Juden wurden in Mehlingen begraben.

## Politik

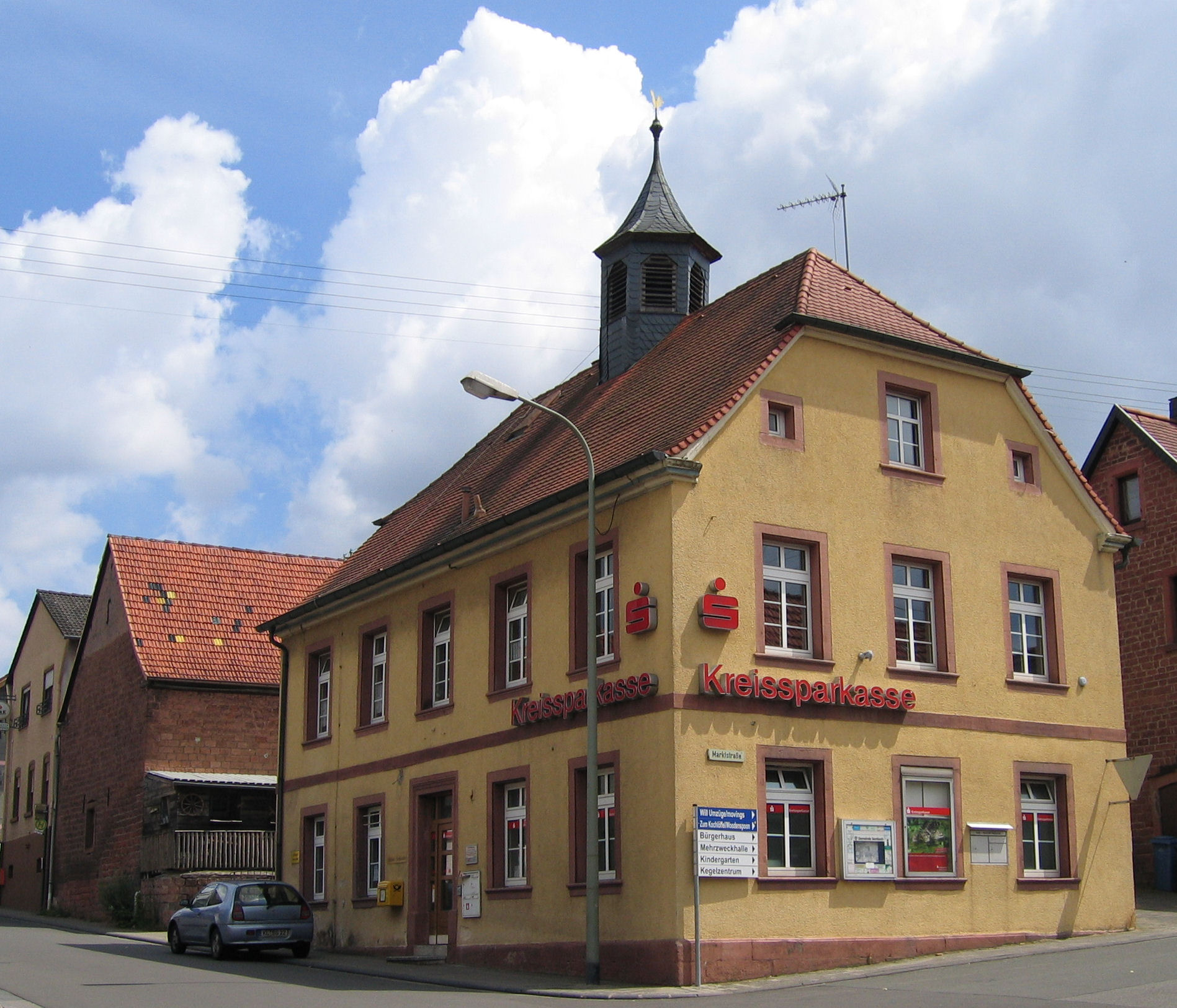
Ehemaliges Bürgermeisteramt

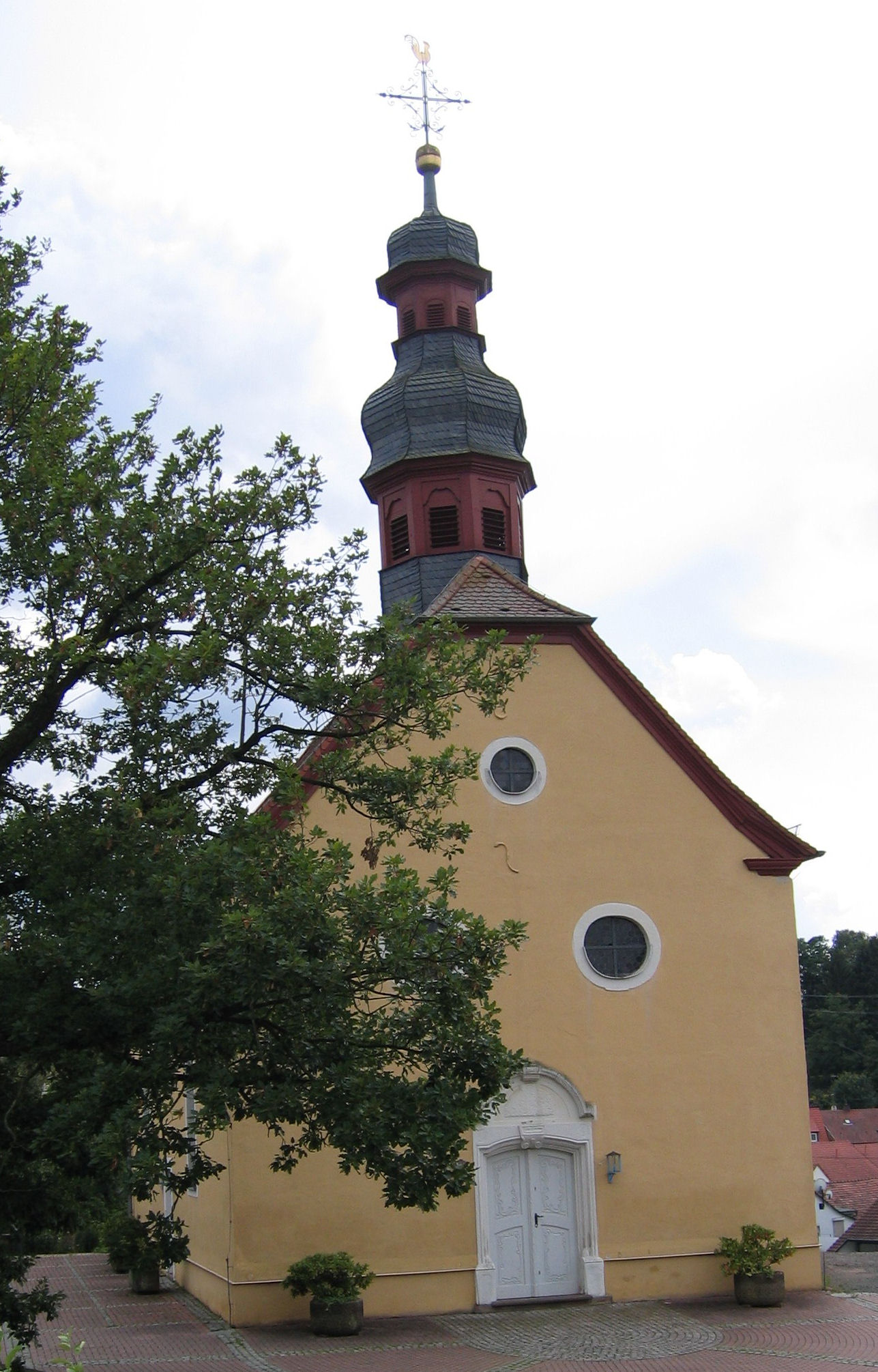
Protestantische Kirche

### Gemeinderat
Der Gemeinderat in Sembach besteht aus 16 Ratsmitgliedern, die bei der Kommunalwahl am 9. Juni 2024 in einer personalisierten Verhältniswahl gewählt wurden, und dem ehrenamtlichen Ortsbürgermeister als Vorsitzendem.
Die Sitzverteilung im Gemeinderat:
| Wahl | SPD | CDU | FWG | Gesamt   |
| ---- | --- | --- | --- | -------- |
| 2024 | 3   | 3   | 10  | 16 Sitze |
| 2019 | 7   | 4   | 5   | 16 Sitze |
| 2014 | 7   | 4   | 5   | 16 Sitze |
| 2009 | 9   | 3   | 4   | 16 Sitze |
| 2004 | 7   | 4   | 5   | 16 Sitze |

- FWG = Freie Wählergruppe Sembach e. V.

### Bürgermeister
Peter Beutler (FWG) wurde am 29. August 2024 Ortsbürgermeister von Sembach. Bei der Direktwahl am 9. Juni 2024 hatte er sich mit einem Stimmenanteil von 79,0 % gegen einen Mitbewerber durchgesetzt. Michael Schäfer ist der 1. Beigeordnete und Ina Bold Beigeordnete, womit sie die erste Frau in der Ortsgeschichte in diesem Amt ist.
Beutlers Vorgänger Fritz Hack (SPD) hatte das Amt 20 Jahre ausgeübt und kandidierte bei der Wahl 2024 nicht erneut als Ortsbürgermeister.

### Wappen
| Wappen von Sembach | Blasonierung: „Von Silber und Rot geteilt, belegt mit einem silbernen Herzschild mit rotem Balken, beseitet von oben zwei, unten einer roten Kugel, oben wachsend ein blaugekleideter Mann mit Zipfelmütze, die Linke in die Hüfte gestützt, in der Rechten einen roten Kolben haltend, unten ein goldenes Posthorn.“ |
| Wappen von Sembach | Wappenbegründung: Es wurde 1954 vom Mainzer Innenministerium genehmigt und wurde dem Wappen der ehemaligen Ortsherren, den Kolb von Wartenberg, entlehnt. |

## Kultur und Sehenswürdigkeiten

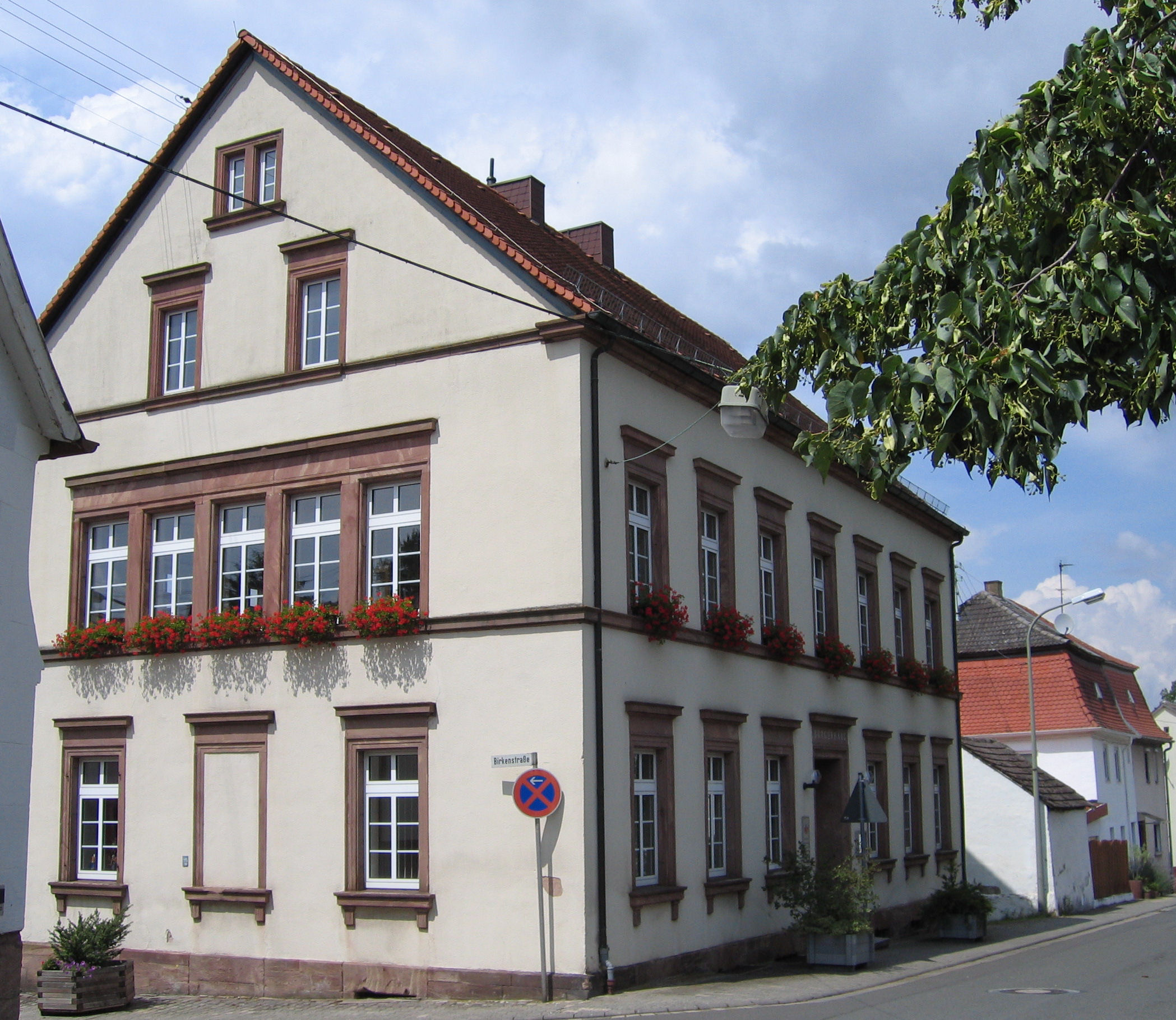
Bürgerhaus

In Sembach befinden sich insgesamt elf Objekte, die unter Denkmalschutz stehen.
Die Mennonitenkirche wurde 1777 errichtet. Seit 2011 wird neben dieser ein modernes Gemeindezentrum gebaut.
Der Grundstein für die protestantische Kirche wurde bereits am 13. Mai 1773 gelegt. Wegen Geldmangels zog sich der Bau in die Länge, bis sie schließlich 1791 eingeweiht werden konnte.

## Wirtschaft und Infrastruktur

### Verkehr
Sembach liegt an der Landesstraße 393 und an der ehemaligen Kaiserstraße, die mittlerweile als Landesstraße 401 firmiert; bis zum Bau der nahen Autobahn handelte es sich um die Bundesstraße 40. Einen Kilometer entfernt ist die Bundesautobahn 63 (Kaiserslautern–Mainz) mit der Anschlussstelle Sembach; ab 1999 bildete sie das südliche Ende, ehe die Durchbindung nach Kaiserslautern 2004 vollzogen wurde. Nach Frankfurt sind es 107 Kilometer, in die  Innenstadt von Kaiserslautern sind es etwa elf Kilometer. Im äußersten Nordosten verläuft für wenige hundert Meter die Bundesstraße 48 über die Gemarkung von Sembach.
An der in den Jahren 1870 und 1871 eröffneten Alsenztalbahn entstand der Bahnhof Neuhemsbach-Sembach, dessen Bezeichnung später zu Neuhemsbach verkürzt wurde und dessen Anlagen sich teilweise auf Gemarkung von Sembach befinden. Mangels Rentabilität wurde er nach dem Zweiten Weltkrieg aufgegeben.

### Amerikanische Anlagen
1951 wurde die amerikanische Sembach Air Base gebaut und die Wohnsiedlung Heuberg angelegt. Das Hauptquartier der 17. US-Luftflotte (17th Air Force) wurde 1994 aufgelöst. Private Schulen der Klasse K-3 (Sembach Elementary School) und 4–8 (Sembach Middle School) sowie einige Verwaltungsgebäude und Wohnungsunterkünfte befinden sich noch in US-amerikanischer Hand. Dieses Gelände hieß „Sembach Annex“, das mittlerweile in „Sembach Kaserne“ umbenannt wurde. Das europaweit einzige Militärgefängnis ist von den Coleman Barracks in Mannheim nach Sembach verlegt worden.
Der Flugplatz ist nicht mehr amerikanisches Eigentum.

### Wirtschaft
Auf dem Areal des ehemaligen Militärflugplatzes entstand der Gewerbepark Sembach mit einer Fläche von 226 Hektar, der eines der größten Konversionsprojekte in Rheinland-Pfalz darstellt. Bei verschiedenen Unternehmen, die sich dort angesiedelt haben, arbeiten insgesamt rund 450 Menschen.

## Persönlichkeiten

### Söhne und Töchter des Ortes
- Richard Müller-Mattil (1873–1961), Jurist, Politiker und Landessynodalpräsident

### Personen, die vor Ort gewirkt haben
- Christian Schütze, 1792/93 Mitglied des Rheinisch-Deutschen Nationalkonvents
- Daniel Ritter (1822–nach 1871), Politiker, war zeitweise Ortsbürgermeister
- Thomas Wansch (* 1960), Politiker (SPD), wohnt vor Ort
- Patrick Wittich (* 1982), Fußballspieler, spielte zeitweise beim ASV Sembach